# Borisoglebsk
Borisoglebsk (Russisch: Борисоглебск) is een stad in de Russische oblast Voronezj. De stad is opgericht als dorp in de 17e eeuw en is vernoemd naar de Russische heiligen Boris en Gleb. In 2008 telde de stad 65.370 inwoners.
| 1897   | 1939   | 1959   | 1989   | 2002   | 2010   |
| ------ | ------ | ------ | ------ | ------ | ------ |
| 22.400 | 52.900 | 54.400 | 72.300 | 69.392 | 65.585 |

## Geschiedenis
Aan het eind van de 19e en het begin van de 20e eeuw ontwikkelde Borisoglebsk zich tot een drukke binnenlandse haven. Dit was te danken aan de locatie in het vruchtbare gebied van de zwarte aarde. Rivierschepen transporteerden goederen als granen, hout, brandstof, vis, eieren en fruit vanuit de regio naar de grote steden in West- en Centraal-Rusland waar ze via waterwegen mee verbonden waren. Het ging daarbij om steden als St. Petersburg, Rostov a/d Don, Taganrog en Tsaritsin. In 1870 ging in de stad een brouwerij in bedrijf, die bier en frisdranken produceerde. Tegenwoordig wordt er nog altijd bier gemaakt. Volgens de volkstelling van 1885 census telde Borisoglebsk 13.007 inwoners. In het begin van de 20e eeuw bezat de stad een gymnasium met 4 klassen voor meisjes en 6 voor jongens. Ook was er een technische school gericht op de spoorwegen.
In januari 1906 pleegde de revolutionair Maria Spiridonova op het spoorwegstation een moordaanslag op politie-inspecteur G. N. Luzjenovski. Nadat de bolsjewieken er in 1918 aan de macht waren gekomen, werd in Borisoglebsk een van de eerste concentratiekampen in Rusland voor "bourgeoisie-elementen" gevestigd. In december 1922 kreeg Borisoglebsk de 2e militare school voor luchtmachtpiloten. Later werd dit de vermaarde pilotenschool Tsjkalov, vernoemd naar een Russische militaire testpiloot en Held van de Sovjet-Unie.
Nabij de stad bevindt zich een luchtmachtbasis.

## Bekende inwoners
- Ivan Fjoletov, revolutionair en een van de 26 Bakoe Commissarissen.
- Mitrofan Nedelin, militair commandant, naar wie de Nedelinramp is genoemd.